# 514

## Decese
- 19 iulie: Papa Simachus  (n. 460)